# Model Young Package
Model Young Package (do roku 2017 Mladý obal) je mezinárodní soutěž v obalovém designu, kterou od roku 1996 pořádá společnost Model Group. Od roku 2009 je jedním z hlavních partnerů soutěže CZECHDESIGN.

## Formát soutěže
Při hodnocení příspěvků do soutěže porotci posuzují nápaditost, estetiku, ekologii, vyrobitelnost a především funkčnost navrhovaných obalů. Model Young Package je zaměřen především na návrhy obalů z vlnité, hladké lepenky a jiných papírových materiálů.
Soutěž Young Package je určena studentům i designérům bez omezení věku. Je rozdělena do dvou kategorií. Do první mohou svá díla přihlašovat studenti středních a vyšších odborných škol od 15 do 21 let, do druhé studenti vysokých škol a designéři bez omezení věku. Pro vítěze jsou připraveny peněžité odměny a věcné ceny od partnerů soutěže. 
Vítěze vybírá porota složená z obalových odborníků a partnerů soutěže. V minulosti se v ní mimo jiné objevili Jan Činčera, Jiří Pelcl, Jan Čtvrtník, Jaroslav Juřica, Ladislav Škoda a Karel Vránek.